# Alfredo Rota
Alfredo Rota (* 21. Juli 1975 in Mailand) ist ein ehemaliger italienischer Degenfechter.

## Erfolge
Alfredo Rota wurde 2007 in Sankt Petersburg mit der Mannschaft Vizeweltmeister, nachdem er bereits 1997 in Kapstadt mit ihr Bronze gewonnen hatte. In Bozen wurde er 1999 im Mannschaftswettbewerb Europameister und gewann im Einzel Silber. Darüber hinaus sicherte er sich 2006 in Izmir in der Einzel- und der Mannschaftskonkurrenz jeweils Bronze und so auch in den Mannschaftskonkurrenzen 2008 in Kiew und 2009 in Plowdiw. Dreimal nahm er an Olympischen Spielen teil: bei den Olympischen Spielen im Jahr 2000 in Sydney zog er mit der italienischen Equipe ins Finale ein, das Italien mit 39:38 gegen Frankreich gewann. Gemeinsam mit Angelo Mazzoni, Maurizio Randazzo und Paolo Milanoli wurde er somit Olympiasieger. In der Einzelkonkurrenz belegte er Rang zehn. Vier Jahre darauf schloss er die Einzelkonkurrenz in Athen auf Rang neun ab, 2008 erreichte er Rang 21. Mit der Mannschaft unterlag er im Halbfinale der französischen Equipe, setzte sich aber im Gefecht um Rang drei gegen China mit 45:35 durch. Neben Rota erhielten Diego Confalonieri, Stefano Carozzo und Matteo Tagliariol die Bronzemedaille.
2000 wurde Rota zum Commendatore des Verdienstordens der Italienischen Republik ernannt.